# Una altra oportunitat
"Una altra oportunitat" (títol original en anglès "Second Chances") és el 24è episodi de la sisena temporada de la sèrie de televisió de ciència-ficció estatunidenca Star Trek: La nova generació, i el 150è de tota la sèrie. Es va emetre originalment el 22 de maig de 1993 en redifusió als Estats Units. Va ser dirigit pel membre habitual del repartiment de la sèrie LeVar Burton ("Geordi La Forge"). Aquest episodi té un cameo de Mae Carol Jemison, la primera dona negra a l'espai, que es convertiria en la primera astronauta a ser l'estrella convidada d'una sèrie de Star Trek.
Ambientada al segle XXIV, la sèrie segueix les aventures de la tripulació de la nau de la Flota Estel·lar de la Federació Enterprise-D sota el comandament del capità Jean-Luc Picard. En aquest episodi, el comandant Riker es troba cara a cara amb un duplicat exacte d'ell mateix, creat anys abans per un fenomen transportador.

## Argument
La nau estel·lar de la Federació Enterprise és enviada al planeta inhòspit Nervala IV per recuperar dades d'una base de recerca de la Federació que va ser abandonada uns vuit anys abans a causa de l'aparició d'un camp de disrupció que va impedir l'ús del transportador. El comandant William Riker és escollit per liderar l'equip, després d'haver format part de l'equip de rescat que va ajudar a evacuar la base; Riker assenyala que durant aquella missió va ser l'última persona teletransportada al Potemkin, on servia.
Utilitzant una interrupció en el camp de disrupció, l'equip es teletransporta i descobreix un home que s'assembla exactament a Riker. Diu que és Riker i explica que ha estat vivint sol a la base durant vuit anys des que el «Potemkin» no va poder transportar-lo de tornada a bord i va suposar que estava perdut. És un tinent de la Flota Estel·lar, grau sènior, rang de comandant Riker abans de ser ascendit com a resultat d'aquesta missió.
Tornant a l'"Enterprise", la Dra. Beverly Crusher determina que aquesta persona és realment un segon Riker. L'enginyer en cap Geordi La Forge postula que anys abans, mentre Riker era teletransportat fora del planeta, el "Potemkin" havia dividit el raig del transportador per tallar les distorsions, però un raig es va reflectir de tornada a la base, de manera que Riker es va materialitzar en ambdós llocs.
El comandant Riker suggereix que el tinent Riker s'uneixi a ells en un segon intent de recuperar les dades. A la base, els seus estils de personalitat entren en conflicte i l'intent acaba en fracàs quan el tinent Riker es nega a seguir les ordres del comandant Riker. El tinent comandant Data postula que els dos homes estan ressentits l'un amb l'altre a causa de la pèrdua del seu sentit d'unicitat. El tinent Worf suggereix una altra raó: cadascun veu en l'altre alguna cosa de si mateix que no li agrada.
Mentre ajuda a planificar un tercer intent per recuperar les dades, el tinent Riker intenta esbrinar què s'ha perdut. Intenta reavivar la seva relació anterior amb la consellera de la nau Deanna Troi. Ella ha arribat a acceptar que la seva relació amb Riker ja no és romàntica, i inicialment dubta, però després considera una segona oportunitat. Gaudeixen del temps junts; i el tinent Riker suggereix deixar l'"Enterprise" junts per a una nova destinació. Troi li diu que ho considerarà.
Per al seu tercer intent, Capità Picard selecciona el pla del tinent Riker per sobre del del comandant Riker, deixant el comandant Riker encara més molest. El pla per obtenir les dades té èxit, però mentre surten, una passarel·la s'esfondra, posant el tinent Riker en perill mortal. Rescatar-lo també posaria el comandant Riker en perill. El tinent Riker li diu que no s'arrisqui, però el comandant Riker salva el seu doble, i tots dos tornen a l'"Enterprise".
Els dos Rikers reconcilien les seves diferències. El tinent Riker afirma que li han assignat una nova missió en una altra nau. Té previst utilitzar el seu segon nom "Thomas" per distingir-se de William. Com a regal de comiat, el comandant Riker dóna al seu doble el seu preuat trombó, assenyalant que pertany a tots dos per igual. Troi li diu al tinent Riker que es quedarà a l'"Enterprise", però ella li agraeix el temps que han tingut.

## Repartiment i doblatge al català
La sèrie va ser doblada al català pels estudis Tramontana (primera part) i Soundtrack (segona part) i emesa a TV3 l’any 1991. Els dobladors de l'episodi foren:
| Personatge      | Actor/actriu    | Veu en català      |
| --------------- | --------------- | ------------------ |
| Jean-Luc Picard | Patrick Stewart | Joan Crosas        |
| William Riker   | Jonathan Frakes | Antoni Forteza     |
| Data            | Brent Spiner    | Joaquim Sota       |
| Geordi La Forge | LeVar Burton    | Aleix Estadella    |
| Worf            | Michael Dorn    | Enric Arquimbau    |
| Beverly Crusher | Gates McFadden  | Aurora Garcia      |
| Deanna Troi     | Marina Sirtis   | Alicia Laorden     |
| Tinent Palmer   | Mae Jemison     | Maria Josep Guasch |

## Producció
Jonathan Frakes interpreta tant el seu personatge principal William Riker com també una duplicació de si mateix en un transportador de diversos anys abans.
La idea per a aquest episodi va sorgir de Michael A. Medlock i gairebé va ser rebutjada, però l'equip de guionistes de la sèrie finalment ho va veure com una bona oportunitat per desenvolupar encara més la relació romàntica entre Riker i Troi. En un primer esborrany, Will Riker hauria mort, Data s'hauria convertit en el nou primer oficial i Thomas Riker hauria ocupat el lloc de Data. Tanmateix, Rick Berman va rebutjar aquesta idea perquè hauria introduït efectivament un personatge principal completament nou, i un canvi tan radical entrava en conflicte amb els plans de Berman per a una continuació cinematogràfica de la sèrie. Finalment els guionistes van decidir utilitzar-la per donar forma a la història de la relació anterior de Riker amb Deanna Troi.
Els guionistes van considerar matar el Riker principal i deixar que el seu suplent prengués el control, i també van considerar matar el Riker suplent. Al final van decidir deixar viure els dos Rikers.
Aquest va ser el primer episodi de Star Trek dirigit per LeVar Burton i va ser el debut com a director de Burton. Burton va dirigir 28 episodis de televisió de Star Trek en els anys següents, incloent-hi Star Trek: Deep Space Nine, Star Trek: Voyager i Star Trek: Enterprise.

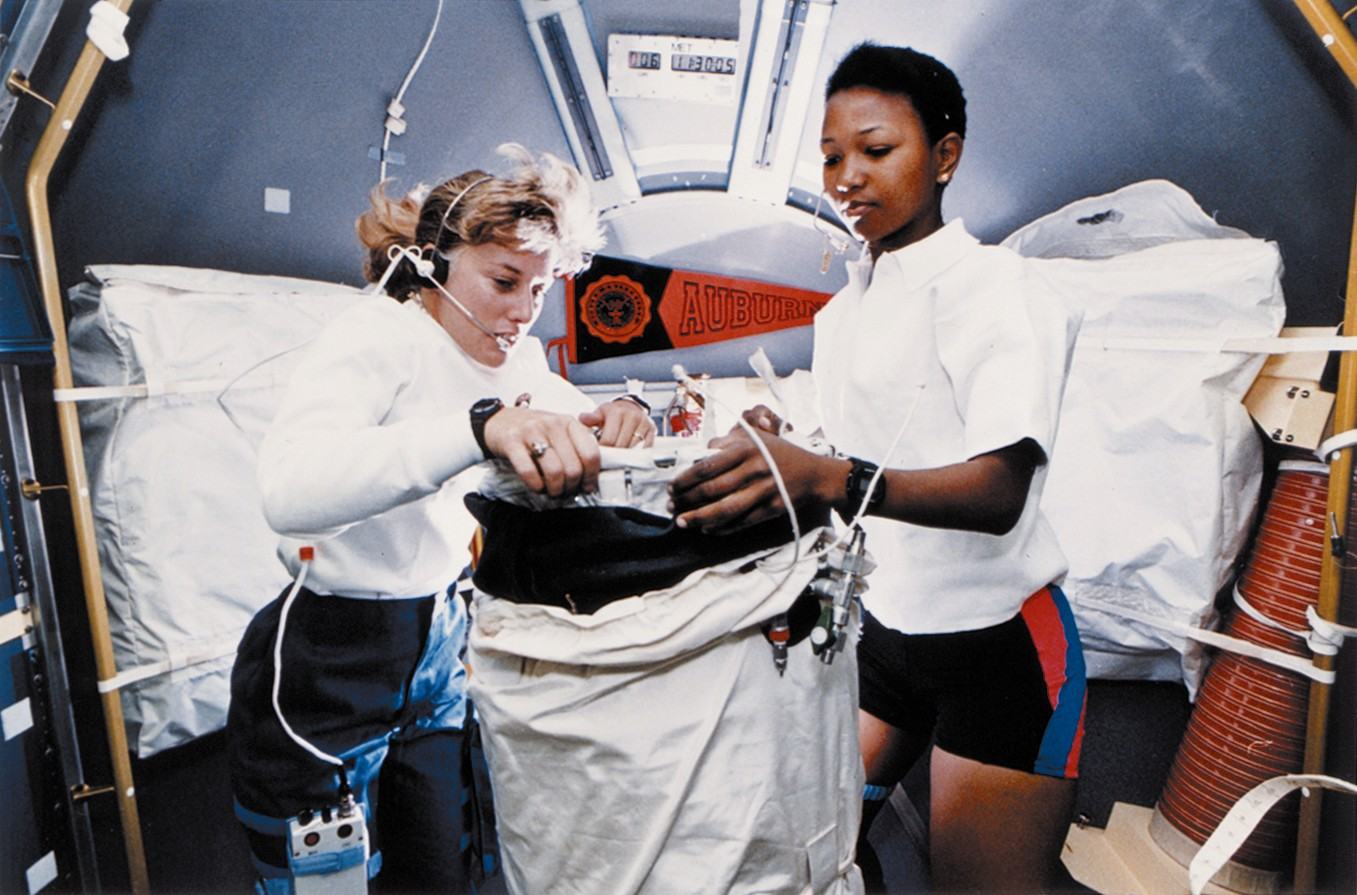
Mae Jemison (dreta) treballa a l'espai amb Jan Davis el 1992; el 1993 Jemison va tenir un cameo en aquest episodi de Star Trek

Aquest episodi presenta un cameo de la primera dona afroamericana a l'espai, Mae Carol Jemison, que va ser la primera astronauta real a aparèixer a Star Trek. Nichelle Nichols (que va interpretar Nyota Uhura a La sèrie original) era al plató del rodatge. Jemison és fan de "Star Trek" i va citar específicament Uhura com a model a seguir per a ella i la raó per la qual es va convertir en astronauta. Va obtenir el cameo després que LeVar Burton sabés que era fan i li preguntés si volia ser estrella convidada en un episodi, i ella va acceptar.

## Recepció
The A.V. Club va fer una crítica d'aquest episodi el 2011 i li va donar un B+; van considerar que Burton va fer una "bona feina" dirigint i el mateix va dir de l'actuació.
Keith DeCandido el va qualificar el 2012 a tor.com com un bon episodi de Star Trek: La nova generació, que resulta ser molt millor del que la premissa d'un clon de transportador faria esperar. Va pensar que l'episodi es va beneficiar de l'actuació de Jonathan Frakes, que interpreta el seu doble paper de manera convincent. DeCandido també va trobar interessant que l'episodi no sols aporti més llum sobre Riker, sinó també sobre el personatge de Deanna Troi. Com a punt negatiu, va citar el fet que Thomas Riker no se sent realment com algú que ha viscut completament sol durant vuit anys. DeCandido també va trobar la missió de rescat al final de l'episodi artificial i poc convincent.
James Whitbrook va classificar Una altra oportunitat en el 9è lloc en una llista del 2017 dels 15 episodis més estranys de Star Trek: la nova generació a gizmodo.com.

## Llegat
Mae Jemison sovint fa xerrades i esmenta les seves experiències amb Star Trek per connectar amb el públic sobre carreres en ciència i tecnologia.
Es faria referència als esdeveniments d'aquest episodi a Star Trek: Deep Space Nine amb el retorn de Thomas Riker a "Defiant" i a Star Trek: Lower Decks on el personatge principal Brad Boimler pateix el mateix fenomen de duplicació mentre serveix a l'USS Titan sota les ordres del mateix Riker. En el penúltim episodi de Lower Decks, el clon del transportador de Boimler, William Boimler (que es va anomenar així en honor a Riker), és informat que en un univers alternatiu, els esdeveniments d'aquest episodi li van succeir a Deanna Troi en comptes.

## Llançaments
L'episodi es va publicar com a part de la caixa de la sisena temporada de "Star Trek: La nova generació" DVD als Estats Units el 3 de desembre de 2002.  Una versió remasteritzada en HD es va publicar en disc òptic Blu-ray el 24 de juny de 2014.
El 3 de novembre de 1999, aquest episodi i "El successor" es van publicar junts en LaserDisc als Estats Units per 34,98 USD. The episodes were on a single 12" double-sided optical disc with a Dolby Surround soundtrack.